# Irving Gertz
Pour les articles homonymes, voir Gertz.
Irving Gertz est un compositeur américain de musiques de films né le 19 mai 1915 à Providence, dans le Rhode Island (États-Unis) et mort le 14 novembre 2008 à Los Angeles, Californie.

## Filmographie

### Au cinéma
- 1946 : The Devil's Mask
- 1947 : The Lone Wolf in Mexico (en)
- 1947 : Over the Santa Fe Trail
- 1947 : Cigarette Girl
- 1947 : Le Dernier des peaux-rouges (Last of the Redmen)
- 1947 : Son of Rusty
- 1947 : Dragnet (en)
- 1947 : Smoky River Serenade
- 1947 : Bulldog Drummond Strikes Back de Frank McDonald
- 1948 : Adventures of Gallant Bess
- 1948 : The Counterfeiters (en) de Peter Stewart (Sam Newfield)
- 1948 : Blonde Ice
- 1949 : Prejudice
- 1950 : Destination Murder
- 1950 : Again... Pioneers
- 1950 : Experiment Alcatraz
- 1951 : The Living Christ Series (en)
- 1951 : Two Dollar Bettor (en)
- 1953 : The Bandits of Corsica (en)
- 1953 : Target Hong Kong
- 1953 : Le Météore de la nuit (It Came from Outer Space)
- 1953 : Gun Belt
- 1953 : La Légende de l'épée magique (The Golden Blade)
- 1953 : À l'est de Sumatra (East of Sumatra)
- 1953 : Conquest of Cochise
- 1953 : Bataille sans merci (Gun Fury)
- 1953 : Shark River
- 1954 : Overland Pacific
- 1954 : The Lone Gun
- 1954 : Massacre Canyon (en)
- 1954 : Francis Joins the WACS
- 1954 : Le Défilé de la trahison (en) (Khyber Patrol) de Seymour Friedman
- 1955 : Top Gun
- 1955 : Le Fleuve de la dernière chance (Smoke Signal)
- 1955 : Deux nigauds et la momie
- 1955 : Cult of the Cobra
- 1955 : L'Enfer des hommes (To Hell and Back) de Jesse Hibbs
- 1956 : Monstre est parmi nous (The Creature Walks Among Us)
- 1956 : Kentucky Rifle (en)
- 1956 : La VRP de choc (The First Traveling Saleslady)
- 1956 : Gun Brothers
- 1956 : 24 Heures de terreur (A Day of Fury)
- 1956 : Everything But the Truth
- 1957 : Four Girls in Town (en)
- 1957 : Frères ennemis (Gun for a Coward)
- 1957 : L’Homme qui rétrécit (The Incredible Shrinking Man)
- 1957 : Badlands of Montana
- 1957 : Joe Butterfly
- 1957 : La Chose surgit des ténèbres (The Deadly Mantis)
- 1957 : Hell on Devil's Island
- 1957 : Hell Canyon Outlaws (en), de Paul Landres
- 1957 : Plunder Road
- 1957 : La Cité pétrifiée (The Monolith Monsters) de John Sherwood
- 1957 : Love Slaves of the Amazons
- 1957 : Une arme pour un lâche (Gun for a Coward)
- 1958 : Thundering Jets
- 1958 : Le Décapité vivant (The Thing That Couldn't Die)
- 1958 : Badman's Country
- 1958 : Wild Heritage
- 1958 : La Cible parfaite (The Fearmakers)
- 1959 : L'Héritage de la colère (Money, Women and Guns)
- 1959 : Dans les griffes du vampire (Curse of the Undead)
- 1959 : The Alligator People (en)
- 1960 : Le Diable dans la peau (Hell Bent for Leather)
- 1960 : 13 Fighting Men
- 1960 : The Leech Woman
- 1960 : Les Sept chemins du couchant (Seven Ways from Sundown)
- 1960 : Les Rôdeurs de la plaine (Flaming Star)
- 1960 : The Wizard of Baghdad
- 1961 : The Fiercest Heart
- 1961 : Marines, en avant ! (Marines, Let's Go!) de Raoul Walsh
- 1962 : Brushfire (en)
- 1964 : La Valse des Colts (en) (He Rides Tall) de R. G. Springsteen
- 1965 : Fluffy
- 1966 : Daffy Rents
- 1968 : Nobody's Perfect (en)

### À la télévision
- 1953 : I Beheld His Glory (en)
- 1954 : The Adventures of Falcon (série télévisée)
- 1959 : Aventures dans les îles (Adventures in Paradise) (série télévisée)
- 1964 : Voyage au fond des mers (Voyage to the Bottom of the Sea) (série télévisée)
- 1964 : Daniel Boone (série télévisée)
- 1967 : Les Envahisseurs (The Invaders) (série télévisée)